# Ludwig Traube (medic)
Ludwig Traube (n. 12 ianuarie 1818 - d. 11 aprilie 1876) a fost medic german. Este cunoscut ca unul dintre fondatorii patologiei experimentale în Germania.
A fost tatăl celebrului paleograf Ludwig Traube (1861 - 1907).

## Biografie
A fost fiul unui comerciant de vinuri evreu. În 1835, încheie studiile la gimnaziul din Ratibor, ca apoi să urmeze studii de medicină la Breslau, Berlin și Viena. Printre profesori i-a avut pe iluștrii Jan Evangelista Purkinje (1787–1869) și Johannes Peter Müller (1801–1858).
Traube a mai studiat și filozofia, manifestând interes deosebit pentru Baruch Spinoza.
În 1840 și-a dat doctoratul cu lucrarea Specimina nonnulla physiologica et pathologica, referitoare la emfizemul pulmonar. Pentru a-și dezvolta cunoștințele, asistă la cursurile celebrilor profesori Karl Freiherr von Rokitansky (1804–1878) și Josef Škoda (1805–1881) la Viena.
În 1841, devine asistentul medicului săracilor din Berlin. În 1849, devine asistentul medicului Johann Lukas Schönlein (1793-1865) în cadrul clinicii universitare Charité din Berlin.
Este implicat în evenimentele sociale ale anului 1848. Prietenul său, viitorul botanist Natanael Pringsheim (1823 - 1894), este arestat. Un alt prieten al lui Pringsheim este grav rănit, dar este vindecat grație intervenției lui Traube.
În 1853, Traube este numit șef al departamentului pulmonar din Spitalul berlinez Charité. Ulterior va activa și ca profesor în cadrul seminariilor medicilor militari, iar la Spitalul comunității evreiești din Berlin, activează în cadrul departamentului de medicină internă.
În 1872 este numit profesor titular la Universitatea din Berlin.
Se stinge din viață în 1876 datorită unei afecțiuni coronariene. Este înhumat la cimitirul berlinez Schönhauser Allee.

## Distincții
În 1866, ca apreciere a activității sale, primește titlul Geheimer Medizinalrath.